# Uranami (tàu khu trục Nhật) (1928)

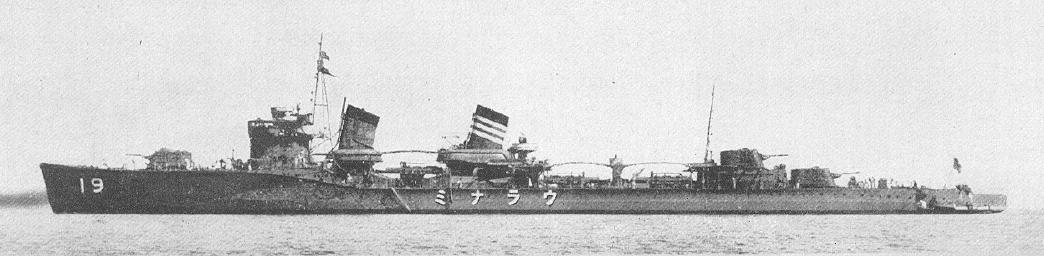
Một tấm ảnh khác về tàu khu trục Uranami

Uranami (tiếng Nhật: 浦波) là một tàu khu trục hạng nhất của Hải quân Đế quốc Nhật Bản, thuộc lớp Fubuki bao gồm hai mươi bốn chiếc, được chế tạo sau khi Chiến tranh Thế giới thứ nhất kết thúc. Khi được đưa vào hoạt động, những con tàu này là những tàu khu trục mạnh mẽ nhất thế giới. Chúng phục vụ như những tàu khu trục hàng đầu trong những năm 1930, và tiếp tục là những vũ khí lợi hại trong cuộc Chiến tranh Thái Bình Dương. Uranami là một cựu binh của nhiều trận hải chiến trong những năm đầu tiên của chiến tranh, và đã bị không kích đánh chìm ngày 26 tháng 10 năm 1944 phía Đông Nam Masbate trong Chiến tranh Thế giới thứ hai.

## Thiết kế và chế tạo
Việc chế tạo lớp tàu khu trục Fubuki tiên tiến được chấp thuận vào năm tài chính 1923 như một phần của chương trình có tham vọng cung cấp cho Hải quân Đế quốc Nhật Bản một ưu thế về chất lượng so với những tàu chiến hiện đại nhất của thế giới. Khả năng thể hiện của lớp Fubuki là một bước nhảy vọt so với các thiết kế tàu khu trục trước đó, nên chúng được gọi là các "tàu khu trục đặc biệt" (tiếng Nhật: 特型 - Tokugata). Kích thước lớn, động cơ mạnh mẽ, tốc độ cao, bán kính hoạt động lớn và vũ khí trang bị mạnh chưa từng có khiến cho các tàu khu trục này có được hỏa lực tương đương nhiều tàu tuần dương hạng nhẹ của hải quân các nước khác. Uranami được chế tạo tại xưởng đóng tàu của hãng Uraga Dock Company, được đặt lườn vào ngày 28 tháng 4 năm 1927. Nó được hạ thủy vào ngày 29 tháng 11 năm 1928 và đưa ra hoạt động vào ngày 30 tháng 6 năm 1929. Nguyên được dự định mang số hiệu đơn giản là "Tàu khu trục số 44", nó được hoàn tất dưới tên gọi Uranami.

## Lịch sử hoạt động
Sau khi hoàn tất, Uranami được bố trí về Hải đội Khu trục 11 trực thuộc Hạm đội 2 Hải quân Đế quốc Nhật Bản. Trong cuộc Chiến tranh Trung-Nhật, Uranami đã hỗ trợ cho các cuộc đổ bộ lực lượng Nhật Bản trong trận Thượng Hải năm 1937, và sau đó là các cuộc đổ bộ lên Hàng Châu ở phía Bắc Trung Quốc.
Vào lúc xảy ra cuộc tấn công Trân Châu Cảng, thoạt tiên Uranami được phân về Hải đội Khu trục 19 thuộc Đội khu trục 3 của Hạm đội 1 Hải quân Đế quốc Nhật Bản, và được bố trí từ Quân khu Hải quân Kure đến cảng Samah trên đảo Hải Nam. Từ ngày 4 tháng 12 năm 1941 cho đến cuối năm, Uranami hỗ trợ cho cuộc đổ bộ lực lượng Nhật Bản lên Malaya và Borneo, và chiếm được chiếc tàu buôn Na Uy D/S Hafthor vào ngày 7 tháng 12. Ngày 19 tháng 12, Uranami đánh chìm tàu ngầm Hà Lan O-20 dưới sự trợ giúp của các tàu chị em Ayanami và Yūgiri và đã cứu vớt 32 người sống sót.
Sau đó Uranami nằm trong thành phần lực lượng hộ tống cho các tàu tuần dương hạng nặng Suzuya, Kumano, Mogami và Mikuma khởi hành từ Samah và vịnh Cam Ranh ở Đông Dương thuộc Pháp để hỗ trợ cho các chiến dịch đổ bộ lên Banka-Palembang, quần đảo Anambas, Java và phía Bắc Sumatra.
vào ngày 23 tháng 3, Uranami đã hỗ trợ gần cho việc chiếm đóng quần đảo Andaman. Nó hoạt động tuần tra và hộ tống vận tải ngoài khơi Port Blair trong khi diễn ra cuộc không kích Ấn Độ Dương. Từ ngày 13 đến ngày 22 tháng 4, Uranami đi ngang qua Singapore và vịnh Cam Ranh quay trở về Xưởng hải quân Kure để bảo trì.
Vào ngày 4-5 tháng 6 năm 1942, Uranami tham gia trận Midway trong thành phần lực lượng chính của Đô đốc Yamamoto Isoroku. Trên đường quay trở về từ trận chiến, nó bị hư hại nhẹ do va chạm với tàu khu trục chị em Isonami và phải quay trở về Xưởng hải quân Kure để sửa chữa. Sau khi công việc sửa chữa hoàn tất, Uranami đã hộ tống chiếc tàu buôn tuần dương vũ trang Kiyozumi maru đi đến Singapore, rồi tiếp tục đi đến Mergui chuẩn bị cho một cuộc không kích Ấn Độ Dương thứ hai. Chiến dịch này bị hủy bỏ do việc Đồng Minh đổ bộ lên Guadalcanal, và Uranami được cho chuyển đến khu vực quần đảo Solomon. Trong Trận chiến Đông Solomons vào ngày 24 tháng 8, Uranami đã hộ tống một lực lượng tiếp tế cho hạm đội đi đến Guadalcanal. Trong suốt tháng 9 và tháng 10, Uranami tham gia nhiều hoạt động "Tốc hành Tokyo", những chuyến đi vận chuyển tốc độ cao, đến Guadalcanal.
Vào ngày 14-15 tháng 11, Uranami tham gia trận hải chiến Guadalcanal thứ hai. Nó được bố trí trong lực lượng tuần tiễu dưới quyền chỉ huy của Chuẩn Đô đốc Shintarō Hashimoto từ tàu tuần dương hạng nhẹ Sendai. Khi Lực lượng Đặc nhiệm 64 dưới quyền Đô đốc Willis A. Lee bị phát hiện và tấn công gần đảo Savo, Uranami đã tiến đến để trợ giúp Ayanami và tàu tuần dương hạng nhẹ Nagara. Hỏa lực của Ayanami, Nagara và Uranami đã đánh chìm hai trong số bốn tàu khu trục Mỹ tham chiến: USS Preston và USS Walke, làm bất động USS Benham (bị đánh đắm sau trận đánh) và làm hư hại nặng USS Gwin, gây thiệt hại nặng cho phía Mỹ vào giai đoạn đầu của trận chiến. Không lâu sau đó, Ayanami là mục tiêu của hỏa lực từ thiết giáp hạm USS Washington, khiến nó bị hư hại nặng, và Uranami đã cứu những người còn sống sót từ chiếc tàu khu trục bị hư hại, vốn cũng bị đánh đắm sau trận đánh.
Sau trận chiến, Uranami hộ tống tàu sân bay Chuyo từ Truk đến Yokosuka, rồi quay trở lại Rabaul vào giữa tháng 2 năm 1943 tiếp tục các vai trò tuần tra, hộ tống và vận chuyển tại khu vực Solomon. Vào ngày 25 tháng 2 năm 1943, Uranami được phân về Hạm đội Khu vực Tây Nam. Trong trận chiến biển Bismark vào các ngày 1-4 tháng 3, Uranami chịu đựng các cuộc không kích liên tục mà không bị thiệt hại, và đã trợ giúp vào việc cứu vớt những người còn sống sót trên các tàu khác.
Sau khi thực hiện nhiều nhiệm vụ hộ tống tại khu vực Đông của Đông Ấn thuộc Hà Lan trong tháng 4, Uranami bị hư hại nặng vào ngày 2 tháng 4 do va phải một dãi san hô ngầm gần Makassar. Được đưa đến Surabaya, công việc sửa chữa nó chỉ hoàn tất vào cuối tháng 8. Tiếp tục nhiệm vụ tuần tra vào tháng 9, Uranami hộ tống các đoàn tàu vận tải đi đến Singapore cho đến cuối năm. Vào đầu năm 1944, Uranami khởi hành từ Singapore cùng tàu tuần dương Kuma trong một chuyến đi vận chuyển binh lính đến Mergui và Penang, và đã quay trở về Singapore một mình cùng với những người còn sống sót của chiếc Kuma bị chìm do trúng ngư lôi. Từ ngày 27 tháng 2 đến ngày 25 tháng 3, Uranami hộ tống Aoba, Tone và Chikuma trong một chuyến đi đánh phá hàng hải khác trong Ấn Độ Dương.
Nhiệm vụ cuối cùng mà Uranami thực hiện là cuộc chuyển quân tăng cường đến Leyte trong Trận chiến vịnh Leyte vốn bắt đầu vào ngày 21 tháng 10 năm 1944. Binh lính được chuyển từ Manila ngang qua Mindanao đến Ormoc. Những con tàu liên quan trong nhiệm vụ được đặt tên Đoàn tàu Vận tải TA 1, bao gồm tàu tuần dương hạng nặng Aoba, tàu tuần dương hạng nhẹ Kinu, Uranami, ba tàu vận tải mới thuộc lớp T.1: T.6, T.9 và T.10 và hai tàu vận tải mới thuộc lớp T.101: T.101 và T.102. Chúng được chỉ huy bởi Chuẩn Đô đốc Naomasa Sakonju trên chiếc Aoba.
Trước khi thực hiện nhiệm vụ, vào ngày 23 tháng 10, Aoba trúng phải ngư lôi từ tàu ngầm USS Bream và phải được kéo về cảng để sửa chữa; Đô đốc Sakonju buộc phải chuyển sang chiếc Kinu. Sáng hôm sau Uranami và Kinu đi về hướng Mindanao, né tránh được ba tốp máy bay của Lực lượng Đặc nhiệm 38. Các con tàu chỉ bị hư hại nhẹ do hỏa lực bắn phá, nhưng 4 thành viên thủy thủ đoàn của Uranami thiệt mạng và chín người khác bị thương. Nó cũng bị bắn thủng một thùng nhiên liệu để lại vệt dầu loang. Nhiệm vụ thực sự diễn ra vào ngày 25 tháng 10 với sự có mặt của các tàu vận tải. Trận chiến vịnh Leyte đang diễn ra ở cao điểm nên đoàn tàu vận tải thoát được sự chú ý của đối phương. Trung đoàn 41 Lục quân Đế quốc Nhật Bản được cho đổ quân thành công lên Ormoc. Tại đây, hai tàu vận tải nhỏ lớp T.101 được cho tách ra để thu quân tại một địa điểm khác trong khi Kinu, Uranami và ba chiếc lớp T.1 quay trở lại Manila.
Sáng ngày 26 tháng 10, khi đoàn tàu vượt qua eo biển Jintotolo giữa Masbate và Panay, khoảng 80 máy bay xuất phát từ bốn tàu sân bay hộ tống thuộc đội "Taffy 2" của Lực lượng Đặc nhiệm 77.4.2: USS Manila Bay, USS Marcus Island, USS Natoma Bay và USS Petrof Bay, bắt đầu ném bom, bắn phá và phóng rocket vào đoàn tàu. Uranami trúng hai bom và nhiều rocket, làm thiệt mạng 103 thành viên thủy thủ đoàn, bao gồm thuyền trưởng, Thiếu tá Sako, trước khi bị chìm vào khoảng giữa trưa ở tọa độ 11°50′B 123°00′Đ / 11,833°B 123°Đ, cách 19 km (12 dặm) về phía Đông Nam Masbate. Ba chiếc tàu vận tải rỗng, vốn bị tụt lại phía sau vào lúc xảy ra trận đánh, đã vớt những người sống sót, bao gồm 94 người của Uranami.
Uranami được rút khỏi danh sách Đăng bạ Hải quân vào ngày 10 tháng 12 năm 1944.

## Xác tàu đắm
Xác tàu đắm của Uranami vẫn chưa được tìm thấy, cho dù Kinu đã được các thợ lặn của USS Chanticleer phát hiện vào ngày 15 tháng 7 năm 1945 ở độ sâu khoảng 45 m (150 ft). Uranami chìm cách đó khoảng 21 km (13 dặm), có thể ở độ sâu tương tự, nên nằm trong khả năng của các thiết bị lặn kỹ thuật.

## Danh sách thuyền trưởng
- Trung tá Aritomo Goto (sĩ quan trang bị trưởng): 15 tháng 1 năm 1929 - 25 tháng 4 năm 1929
- Trung tá Aritomo Goto: 25 tháng 4 năm 1929 - 2 tháng 11 năm 1931
- Thiếu tá Heitaro Edo: 2 tháng 11 năm 1931 - 1 tháng 12 năm 1932; thăng Trung tá 1 tháng 12 năm 1931
- Trung tá Motonari Yashima: 1 tháng 12 năm 1932 - 1 tháng 5 năm 1933
- Trung tá Susumu Kimura: 1 tháng 5 năm 1933 - 15 tháng 11 năm 1933
- Trung tá Momozo Furuki: 15 tháng 11 năm 1933 - 15 tháng 1 năm 1935
- Trung tá Sojiro Hisamune: 15 tháng 1 năm 1935 - 1 tháng 11 năm 1935
- Trung tá Yoshioki Tawara: 1 tháng 11 năm 1935 - 1 tháng 12 năm 1936
- Trung tá Toshio Shimazaki: 1 tháng 12 năm 1936 - 1 tháng 12 năm 1937
- Thiếu tá Tsuneo Orita: 1 tháng 12 năm 1937 - 5 tháng 10 năm 1938
- Thiếu tá Kanetomo Nomaguchi: 5 tháng 10 năm 1938 - 15 tháng 11 năm 1939; thăng Trung tá 15 tháng 11 năm 1938
- Thiếu tá Shigeo Senami: 15 tháng 11 năm 1939 - 15 tháng 4 năm 1941
- Thiếu tá Tsutomu Hagio: 15 tháng 4 năm 1941 - 15 tháng 5 năm 1943; thăng Trung tá 1 tháng 11 năm 1942
- Thiếu tá Tomoo Tanaka: 15 tháng 5 năm 1943 - 15 tháng 4 năm 1944
- Thiếu tá Masuhide Sako: 15 tháng 4 năm 1944 - 26 tháng 10 năm 1944; tử trận